# Бакалова, Мария
Мари́я Бака́лова (болг. Мария Бакалова; род. 4 июня 1996, Бургас) — болгарская актриса. Получила известность как исполнительница роли Тутар Сагдиевой, дочери вымышленного казахстанского репортёра Бората Сагдиева в псевдодокументальном комедийном фильме «Борат 2» (2020), благодаря которой стала первой болгарской актрисой, номинированной на премии «Оскар», «Золотой глобус», BAFTA, Гильдии киноактёров США и Critics' Choice Movie Award в категории «Лучшая актриса второго плана», одержав победу в последней из премий.

## Ранние годы и образование
Начала брать уроки пения и игры на свирели в возрасте шести лет, с двенадцати — начала заниматься театром.
Окончила Национальную школу искусств в Бургасе по специальности «драма». Позднее окончила курс драматического искусства в Национальной академии театрального и киноискусства имени Крастьо Сарафова и завершила обучение в 2019 году.
Начала сниматься в 18 лет. 

## Актёрская карьера
Начала карьеру киноактрисы, снимаясь в болгарских фильмах, включая такие, как «Трансгрессия» (2018) и «Последний звонок» (2020). Получила известность как исполнительница роли Тутар Сагдиевой, дочери вымышленного казахстанского репортера Бората Сагдиева в псевдодокументальном комедийном фильме «Борат 2» (2020). Всемирную славу ей принёс эпизод, в котором она предлагает взять интервью в интимной обстановке республиканскому политическому деятелю Руди Джулиани. Игра Бакаловой была высоко оценена критиками: журнал IGN назвал появление актрисы в фильме «фантастической находкой», а в LA Times её исполнение сочли «потрясающим». Бакалова получила номинации на премии «Оскар», «BAFTA», «Золотой глобус» и Американской Гильдии киноактёров в категории «Лучшая актриса второго плана», став первой болгарской актрисой, выдвинутой на получение этих наград.
В ноябре 2020 года Бакалова подписала контракт с Creative Artists Agency.

## Фильмография
| Год  |     | Русское название                         | Оригинальное название                       | Роль                     |
| ---- | --- | ---------------------------------------- | ------------------------------------------- | ------------------------ |
| 2015 | с   | Типично                                  | Типично                                     | Мария                    |
| 2017 | ф   | 12 «A»                                   | XIIa                                        | Милена                   |
| 2017 | ф   | Трансгрессия                             | Трансгресия                                 | Яна                      |
| 2018 | кор | Ангелы                                   | Angels                                      | Анджела                  |
| 2018 | кор | Калинка                                  | Калинка                                     | Калина                   |
| 2019 | кор | По стечению обстоятельств                | По Стечение на Обстоятелствата              | девушка в такси          |
| 2019 | кор | Девушка мечты                            | Dream_Girl                                  | девушка мечты            |
| 2019 | ф   | Отец                                     | Бащата                                      | юная Валентина           |
| 2020 | ф   | Как в последний раз                      | Като за последно                            | Александра               |
| 2020 | ф   | Борат 2                                  | Borat 2                                     | Тутар Сагдиева           |
| 2021 | ф   | Женщины действительно плачут             | Жените наистина плачат                      | Соня                     |
| 2022 | ф   | Тела, тела, тела                         | Bodies Bodies Bodies                        | Би                       |
| 2022 | ф   | Пузырь                                   | The Bubble                                  | Аника                    |
| 2022 | ф   | Стражи Галактики: Праздничный спецвыпуск | The Guardians of the Galaxy Holiday Special | Космо Космическая собака |
| 2022 | ф   | Третий не лишний                         | The Honeymoon                               | Сара                     |
| 2023 | ф   | Волшебная страна                         | Fairyland                                   | Полетта                  |
| 2023 | ф   | Стражи Галактики. Часть 3                | Guardians of the Galaxy Vol. 3              | Космо Космическая собака |
| 2024 | ф   | Незамороженный                           | Unfrosted                                   | Рада Аджубей             |
| 2024 | ф   | Электра                                  | Electra                                     | Франческа                |
| 2024 | ф   | Ученик                                   | The Apprentice                              | Ивана Трамп              |
| 2024 | ф   | Триумф                                   | Триумф                                      | Слава Платникова         |
| 2024 | мс  | Монстры-коммандос                        | Creature Commandos                          | Илана Ростович           |
| 2024 | ф   | Грязные ангелы                           | Dirty Angels                                | бомба                    |
| 2025 | ф   | О Горизонт                               | O Horizon                                   | Эбби                     |
| 2025 | мф  | Плохие парни 2                           | The Bad Guys 2                              | Пигтейл                  |
|      | кор | То, что осталось                         | Това, което остава                          | Мэгги                    |
|      | ф   | Пойма реки                               | Floodplain                                  |                          |
|      | ф   | Мой шедевр                               | My Masterpiece                              |                          |
|      | ф   | Сигнал бедствия                          | Mayday                                      |                          |
|      | ф   | Птичий глаз                              | BirdsEye                                    |                          |
|      | ф   | Божья страна                             | God's Country                               |                          |
|      | ф   | Учимся дышать под водой                  | Learning to Breathe Under Water             |                          |

## Награды и номинации
| Награда                                | Год  | Категория                                  | Название работы | Результат |
| -------------------------------------- | ---- | ------------------------------------------ | --------------- | --------- |
| Оскар                                  | 2021 | Лучшая женская роль второго плана          | Борат 2         | Номинация |
| Золотой глобус                         | 2021 | Лучшая женская роль — комедия или мюзикл   | Борат 2         | Номинация |
| BAFTA                                  | 2021 | Лучшая женская роль второго плана          | Борат 2         | Номинация |
| Выбор критиков                         | 2021 | Лучшая женская роль второго плана          | Борат 2         | Победа    |
| Премия Гильдии киноактёров США         | 2021 | Лучшая женская роль второго плана          | Борат 2         | Номинация |
| Национальное общество кинокритиков США | 2021 | Лучшая женская роль второго плана          | Борат 2         | Победа    |
| AACTA                                  | 2021 | Лучшая международная актриса второго плана | Борат 2         | Номинация |
| Премия Лондонского кружка кинокритиков | 2021 | Лучшая женская роль второго плана          | Борат 2         | Победа    |
| Спутник                                | 2021 | Лучшая женская роль — комедия или мюзикл   | Борат 2         | Победа    |